# Manduca wellingi
Espèce
Manduca wellingi est une espèce de papillons de nuit de la famille des Sphingidae, de la sous-famille des Sphinginae et de la tribu des Sphingini.

## Description
L'espèce est similaire à Manduca pellenia, mais est plus petite.

## Distribution et habitat
Distribution
L'espèce est connue au Mexique et au Belize.

## Systématique
- L'espèce Manduca wellingi a été décrite par l'entomologiste américain Vernon Antoine Brou en 1984 [1]
- La localités type : Nuevo Xcán Quintana Roo au Mexique